# Plimna hidroelektrana Annapolis Royal
Plimna hidroelektrana Annapolis Royal je elektrana na plimu i oseku, koja se nalazi u pokrajini Nova Škotska, u Kanadi. Nalazi se na rijeci Annapolis, nešto uzvodnije od mjesta Annapolis Royal, koji se nalazi na ušću iste rijeke. Instalirana snaga hidroelektrane je 20 MW, a godišnja proizvodnja električne energije je negdje oko 50 GWh. Elektrana je otvorena 1984.

## Zaštita okoliša
Plimna hidroelektrana Annapolis Royal ima povremeno negativan utjecaj na prirodni okoliš, pa je erozija obala rijeke povećana nakon gradnje brane. Osim toga, bilo je nekoliko slučajeva da su grbavi kitovi bili zarobljeni prilikom otvaranja zapornica. Najpoznatiji su slučajevi: 
- u kolovozu 2004. jedan zreli grbavi kit je prošao branu, nakon otvaranja zapornice na ustavi, i bio je zarobljen nekoliko dana dok nije pronašao put do otvorenog mora;
- u proljeće 2007. pronađeno je mrtvo tijelo jednog grbavog kita kod mjesta Bridgetown. Pretpostavlja se da je pratio ribu kroz otvorenu zapornicu na ustavi, pa je ostao zarobljen.